# De architectura
De architectura (Sull'architettura) è un trattato latino scritto da Marco Vitruvio Pollione intorno al 15 a.C. È l'unico testo sull'architettura giunto integro dall'antichità e divenne il fondamento teorico dell'architettura occidentale, dal Rinascimento fino alla fine del XIX secolo.
L'opera costituisce inoltre una delle fonti principali della moderna conoscenza sui metodi costruttivi degli antichi romani, come pure della progettazione di strutture, sia grandi (acquedotti, edifici, bagni, porti) che piccole (macchine, strumenti di misurazione, utensili).
(Marco Vitruvio Pollione, De Architectura, liber I, 2)

## Il trattato attraverso i secoli

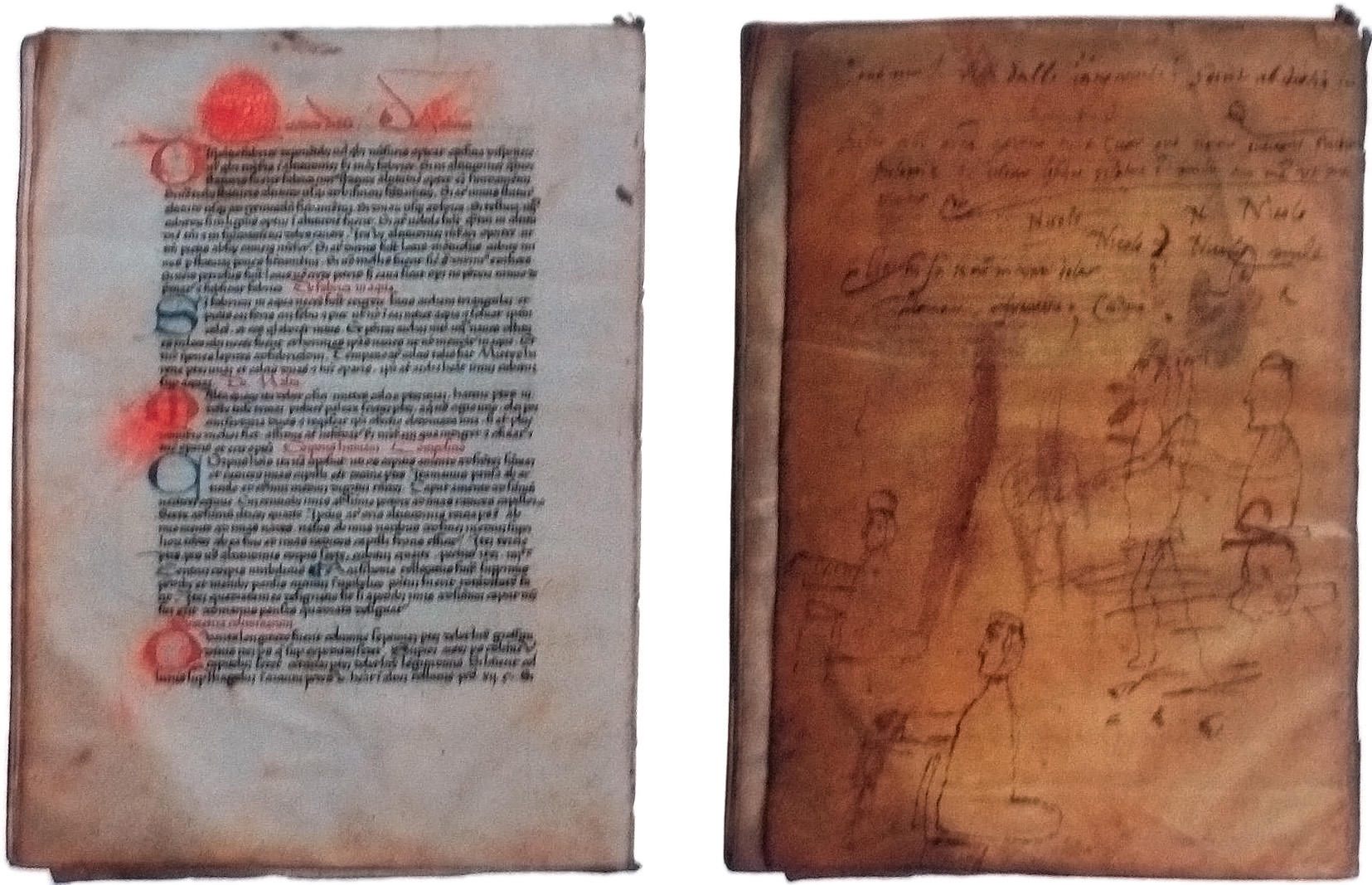
Manoscritto su pergamena (circa 1390)

L'opera fu scritta probabilmente intorno al 15 a.C., negli anni in cui l'imperatore Augusto, a cui era dedicato il trattato, progettava un rinnovamento generale dell'edilizia pubblica. L'influenza di Vitruvio nell'antichità sembra sia stata tuttavia molto limitata, così come le opere realizzate da Vitruvio stesso, che nel trattato si attribuisce solo la basilica di Fano.
Il trattato è sopravvissuto grazie ad un'unica copia, priva delle illustrazioni che, probabilmente, corredavano l'opera, proveniente dalle isole britanniche e portata da Alcuino alla corte di Carlo Magno, dove suscitò un interesse esclusivamente filologico (per esempio in Eginardo). Copiato in vari esemplari a partire dalla copia originaria oggi persa, pare che il trattato non abbia esercitato alcuna influenza sull'architettura per tutto il Medioevo, sebbene un manoscritto del De Architectura a Oxford rechi glosse a margine per mano di Petrarca, e sebbene Boccaccio ne possedesse una copia. Altre copie sono documentate, anche in Italia, a fine Trecento. Perde credito, pertanto, il mito della riscoperta nel 1414 a Montecassino da parte di Poggio Bracciolini, che comunque deve averne rinvenuta una copia nelle sue ricerche, forse in area tedesca, contribuendo comunque alla sua diffusione e riscoperta culturale.
Nel XV secolo, infatti, la conoscenza e l'interesse per Vitruvio crebbero sempre di più, soprattutto per merito di Lorenzo Ghiberti (che ne attinge per i suoi Commentari), Leon Battista Alberti (che ne fa una sorta di rilettura critica e creativa nel De re aedificatoria), Francesco di Giorgio Martini (a cui dobbiamo la prima, parziale, traduzione in lingua volgare, rimasta manoscritta), Raffaello (che la fece tradurre da Fabio Calvo per poterla studiare direttamente).
Tra XV e XVI secolo il trattato fu pubblicato varie volte a cominciare dall'edizione principe curata da Sulpicio da Veroli detta "sulpiciana" (Roma, 1490 tipo di G. Herolt, 2 volumi in-folio).
Grande importanza ebbe l'edizione di fra' Giovanni Giocondo che nel 1511 pubblicò a Venezia, per i tipi di Giovanni Tacuino, la prima edizione illustrata del trattato, poi ristampata in successive edizioni. Fra' Giocondo aggiunge 136 disegni, riprodotti in xilografia, che riguardano sia aspetti architettonici sia aspetti tecnici, come le macchine di cantiere, tentando di ricostruire le illustrazioni che dovevano probabilmente arricchire l'opera originaria e comunque importanti per interpretare il senso stesso di molte parti del trattato. La grande importanza di questa edizione, oltre all'accuratezza filologica e tecnica che solo la competenza di Giocondo, letteraria e tecnica allo stesso tempo, poteva avere, era dovuta all'apparato iconografico che per l'opera vitruvina rappresenta la chiave di lettura essenziale.
Illustrata con numerose illustrazioni e commentata fu l'edizione curata da Cesare Cesariano che fu la prima tradotta in volgare italiano (1521). Un'altra importante edizione fu quella del 1556 curata da Daniele Barbaro con illustrazioni di Andrea Palladio. Il XVI secolo conta comunque ben quattro edizioni in latino e nove in italiano.
Nel 1547 fu pubblicata la prima traduzione francese di Jean Martin.
Guillaume Philandrier fu l'autore della prima edizione critica in Francia del testo latino (Lione, 1552, tipi di Jean de Tournes).

## Struttura

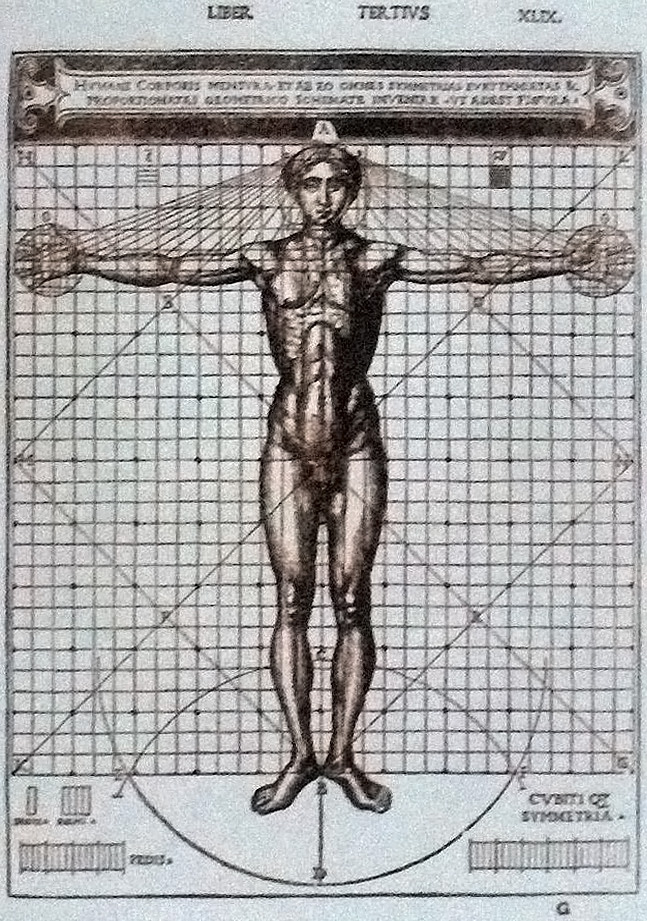
L'"uomo vitruviano" nell'edizione illustrata da Cesare Cesariano, 1521.

L'opera è suddivisa in dieci libri, a ciascuno dei quali è preposta una prefazione (o proemio), così ripartiti:
- Libro I: definizione del vasto campo dell'architettura, dell'architetto e delle sue competenze. Trattazione di urbanistica.
- Libro II: materiali, murature e tecniche edificatorie. Nel II libro è contenuta la famosa esposizione sull'origine dell'architettura, in cui Vitruvio rievoca un mondo primitivo[8] nel quale l'uomo scopre il fuoco e costruisce i primi ripari in legno,[9] dando vita al mito della "capanna primigenia" e della colonna lignea come origine del tempio dorico e di tutte le forme architettoniche.
- Libro III e Libro IV: edifici sacri (templi) e ordini architettonici.
- Libro V: edifici pubblici con particolare riferimento al foro, alla basilica ed ai teatri.
- Libri VI e VII: edifici privati (luogo, tipologia, intonaci, pavimenti).
- Libro VIII: descrizione di mirabilia aquarum e opere idrauliche.
- Libro IX: digressione astronomica e astrologica, elementi di gnomonica (realizzazione dell'analemma, orologi solari e ad acqua).
- Libro X: Meccanica. In esso vengono descritte, tra l'altro, tre diverse apparecchiature per il sollevamento di pesi in cantiere (servendosi di combinazioni di carrucole, paranchi e verricelli)[10], la vite senza fine ed altre macchine idrauliche e belliche.

## Argomenti

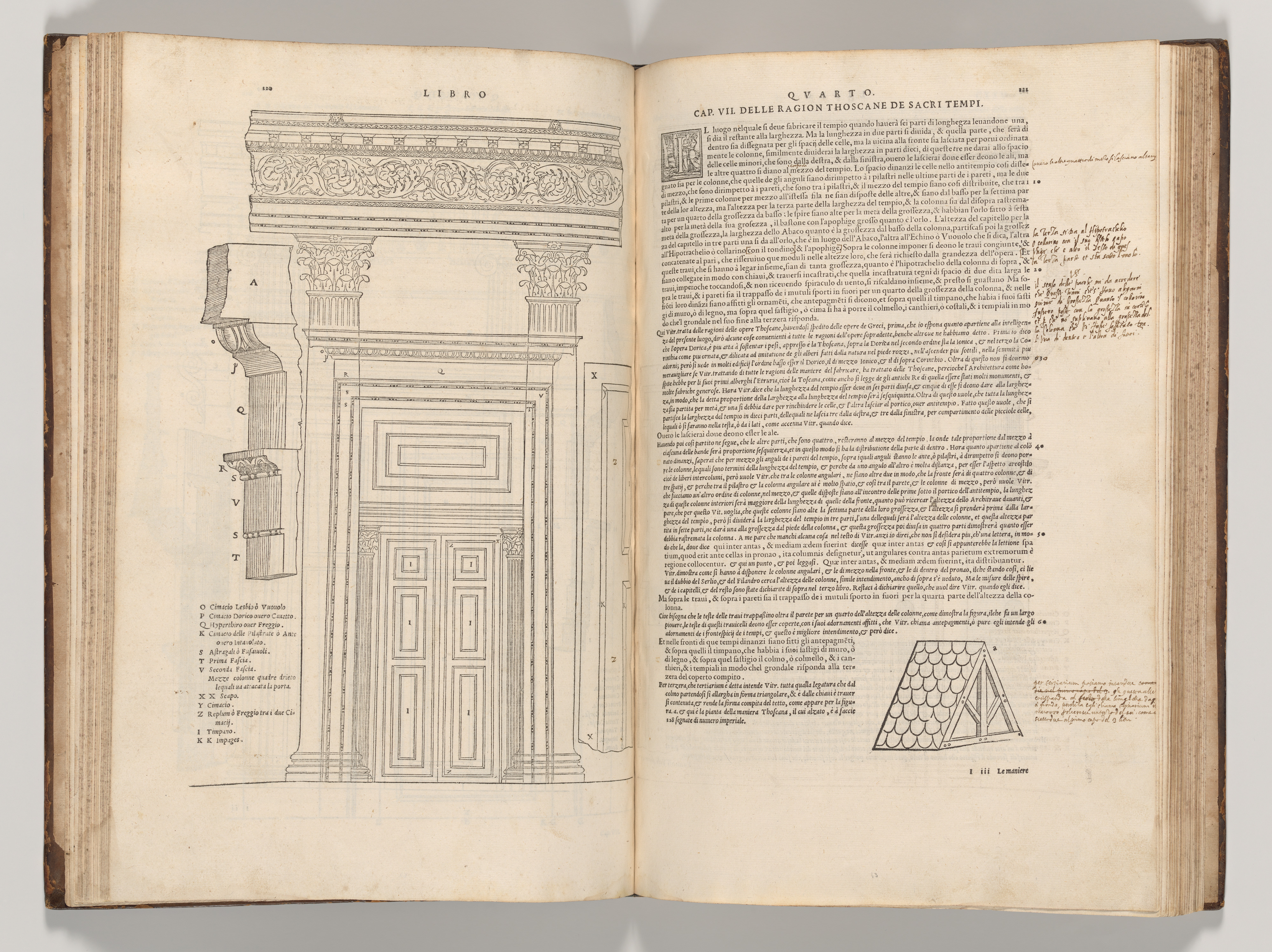
I dieci libri dell'architettura di M. Vitruvio tradutti et commentati da monsignor Barbaro, con i disegni di Andrea Palladio, 1556.

In questo trattato, Vitruvio dà all'architettura il titolo di scienza, ma non si limita a questo: anzi, la eleva al primato, in quanto contiene praticamente tutte le altre forme di conoscenza.
Nella fattispecie, l'architetto deve avere nozioni di:
- geometria: deve conoscere le forme con cui lavora
- matematica: l'edificio deve stare in piedi, per questo vanno fatti dei calcoli specifici
- anatomia e medicina: costruisce luoghi per la vita dell'uomo, per questo deve conoscere le proporzioni umane, deve fare attenzione a illuminazione, arieggiamento e salubrità di città ed edifici
- ottica ed acustica: basti pensare ai teatri
- legge: chiaramente, la costruzione deve seguire norme ben precise
- teologia: nel caso di edificazione di templi, questi dovevano essere graditi agli Dei
- astronomia: particolari tipologie di edifici, soprattutto luoghi di culto, dovevano tenere conto della posizione degli astri
- meteorologia: il microclima del luogo di costruzione dell'edificio è fondamentale per le caratteristiche che deve avere.

L'architettura è imitazione della natura, l'edificio deve inserirsi armoniosamente nell'ambiente naturale. L'architetto deve possedere una vasta cultura generale, anche filosofica (il modello del De oratore di Cicerone è presente in Vitruvio), oltre alla conoscenza dell'acustica per la costruzione di teatri ed edifici simili, dell'ottica per l'illuminazione degli edifici, della medicina per l'igiene delle aree edificabili.
Vitruvio, nei proemi, mira anche a conferire all'architetto prestigio culturale e sociale solitamente negato ai tecnici antichi.
La lingua utilizzata da Vitruvio, che già apparve "oscura" agli studiosi rinascimentali, fu severamente giudicata dai filologi ottocenteschi, a confronto con il contemporaneo latino classico del periodo ciceroniano. Si tratta in effetti di un linguaggio poco letterario e disadorno, ricco di elementi colloquiali e tecnicismi anche di origine greca; una sorta di latino specialistico e "volgare", anticipatore di future evoluzioni linguistiche.
Nei proemi lo stile diventa però più elegante e retorico.

## Le componenti dell'architettura
Da questo passo vitruviano tratto dal libro primo, nel XVII secolo fu tratta, da Claude Perrault, una famosa semplificazione del trattato in un'incisiva e fortunata formula (triade vitruviana) per cui l'architettura deve soddisfare tre categorie:
- firmitas (solidità);
- utilitas (funzione, destinazione d'uso);
- venustas (bellezza).

Questa formula condensa efficacemente il trattato vitruviano che però contiene una visione teorica più complessa e non così strettamente coerente.

## Edizioni
Traduzioni italiane
- Marco Vitruvio Pollione, De architectura libri X, collana "Biblioteca", traduzione di Luciano Migotto, Pordenone, Edizioni Studio Tesi, 1990, ISBN 9788876923821.[13]
- Marco Vitruvio Pollione, De architectura, collana I millenni, traduzione di Antonio Corso e Elisa Romano, commentario di Pierre Gros, Torino, Giulio Einaudi Editore, 1997, ISBN 9788806122393.